# 18751 Yualexandrov
18751 Yualexandrov è un asteroide della fascia principale. Scoperto nel 1999, presenta un'orbita caratterizzata da un semiasse maggiore pari a 2,2278863 UA e da un'eccentricità di 0,2519030, inclinata di 4,64166° rispetto all'eclittica.